# Мисс США 1973
Мисс США 1973 (англ. Miss USA 1973) — 22-й конкурс красоты Мисс США прошедший 19 мая 1973 года, в Бродвейском театре, города Нью-Йорк, Нью-Йорк. Победительницей конкурса стала Аманда Джоунс из штата Иллинойс.

## Результаты
| Итоговое место | Участница |
| -------------- | --- |
| Мисс США 1973  | - Иллинойс — Аманда Джоунс |
| 1-я Вице Мисс  | - Нью-Йорк — Сьюзан Карлсон |
| 2-я Вице Мисс  | - Род-Айленд — Гэйле Уайт |
| 3-я Вице Мисс  | - Аризона — Шерри Никс |
| 4-я Вице Мисс  | - Мэриленд — Бетту Гров |
| Полуфиналистки | - Калифорния — Кэрол Херрема - Вашингтон (округ Колумбия) — Нэнси Палтча - Флорида — Стейси Эванс - Канзас — Бренда Кормейер - Луизиана — Сторм Хенсли - Небраска — Дженис Гейлер - Техас — Лавон МакКоннелл |

### Специальные награды
| Award                | Contestant                                                   |
| -------------------- | ------------------------------------------------------------ |
| Мисс Конгениальность | - Южная Каролина — Кики Киркланд                             |
| Мисс Фотогеничность  | - Небраска — Дженис Гейлер                                   |
| Лучший костюм        | - Техас — ЛаВон МакКоннелл - Висконсин — Дайана Мария Модроу |

## Штаты-участницы
| - Алабама — Дайан Фуй - Аляска — Венди Карвен - Аризона — Шерри Никс - Арканзас — Кристал Фиффер - Калифорния — Кэрол Херрема - Колорадо — Ленита Мосли - Коннектикут — Венди Веккиарино - Делавэр — Линда Сью Грейвс - Вашингтон (округ Колумбия) — Нэнси Палтча - Флорида — Стейси Эванс - Джорджия — Мелани Чапман - Гавайи — Камилла Деубель - Айдахо — Карен Хаммонд - Иллинойс — Аманда Джоунс - Индиана — Дебби Озенбо - Айова — Дайан Робертс - Канзас — Бренда Копмайер - Кентукки — Нэнси Коплен - Луизиана — Шторм Хенсли - Мэн — Бренда Дэвис - Мэриленд — Бетти Джо Гроув - Массачусетс — Джуди Грегрори - Мичиган — Линда Ист - Миннесота — Синди Джеймс - Миссисипи — Карен Клементс - Миссури — Камилла Крист | - Монтана — Джери Шандорф - Небраска — Дженис Гейлер - Невада — Лаура Фриц - Нью-Гэмпшир — Грейс Нокс - Нью-Джерси — Патрисия Эверетт - Нью-Мексико — Кэролайн Клайн - Нью-Йорк — Сьюзан Карлсон - Северная Каролина — Вивиан Крейг - Северная Дакота — Барбара Лундин - Огайо — Джеки Урбанек - Оклахома — Марта Бьюкенен - Орегон- Джуди Бишоп - Пенсильвания — Джилл Анбевуст - Род-Айленд — Гейл Уайт - Южная Каролина — Кики Киркланд - Южная Дакота — Ребекка Бункерс - Теннесси — Томми Хукер - Техас — Лавон МакКоннелл - Юта — Джулия Небекер - Вермонт — Бонни Хайт - Виргиния — Бренда Чайлдресс - Вашингтон — Синди Арнетт - Западная Виргиния — Кэти Роуэнд - Висконсин — Дайан Мари Модроу - Вайоминг — Мишель Уолтер |